# Beijnes 3G
Beĳnes 3G (pol. pot. Holender) – typ tramwaju produkowanego od roku 1959 do roku 1961 przez holenderską firmę Beijnes. Wagony typu 3G występują w jednakowej wersji. Jest to kontynuacja produkcji pojazdów 1G, oraz 2G powiększonych o środkowy człon w celu zwiększenia możliwości przewozowych dla GVB Amsterdam (Gemeentevervoerbedrijf Amsterdam)

## Historia

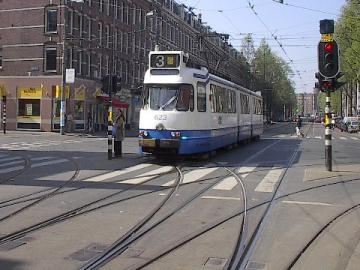
Beijnes 3G #622 na skrzyżowaniu Ceintuurbaan / Ferdinand Bolstraat w Amsterdamie.

W 1957 dostarczono do Amsterdamu pierwsze dwuczłonowe wagony 1G. W kolejnych latach konstrukcję unowocześniano, oznaczając kolejne wagony symbolem 2G. W związku z niewystarczającą pojemnością wagonów serii 1G i 2G, zdecydowano się, podobnie jak w wagonach Düwag GT6, na dołożenie środkowego członu, dzięki czemu tramwaj stał się dłuższy. Jako prototyp wykorzystano wagon #551 serii 1G, któremu nadano numer #601. Konstrukcja była na tyle udana, że GVB Amsterdam zdecydowało się zamówić 33 takie pojazdy, które były produkowane od 1959 do 1961 roku. Wagony otrzymały numerację z zakresu #602 – #634. Po 44 latach użytkowania zdecydowano o wycofaniu serii 3G z eksploatacji. Na początku 2004 roku wagon o numerze #629 wyjechał po raz ostatni na linię numer 25.  Po tym wydarzeniu wagon #609 został oddany straży pożarnej do symulowania pożaru tramwaju, a wagon #602 trafił do muzeum. Resztę wagonów, które nie zostały skasowane, postanowiono przekazać jednemu ze wschodnioeuropejskich miast. Początkowo próbowano sprzedać je Pradze. Brak zainteresowania ze strony Czechów spowodował, że trafiły do Poznania, uzupełniając tym samym braki taborowe. Przetransportowano wagony: #605, #610, #613, #615, #619, #621, #622, #623, #624, #626, #627 i #630. Wagony #624 i #630 były sprowadzone tylko w celu pozyskania części zamiennych. 4 czerwca 2011 roku MPK Poznań zdecydowało się na wycofanie serii 3G z eksploatacji, dzięki temu można było ściągnąć do muzeum w Amsterdamie wagon #615 (w Poznaniu numer #800), który pozostanie w barwach zakładowych MPK Poznań. W 2022 roku egzemplarz ten został wystawiony na sprzedaż – amsterdamskie muzeum zmieniało siedzibę i w nowej lokalizacji nie ma wystarczającej przestrzeni na dalsze przechowywanie pojazdu. Tramwaj został odkupiony przez MPK Poznań i docelowo ma stać się dawcą części do remontowanego wagonu #805.

## Konstrukcja
Beijnes 3G to jednokierunkowy, jednostronny, trójczłonowy tramwaj wyposażony w sześcioro pojedynczych drzwi dwuskrzydłowych. W drzwiach zastosowano ostatni stopień ruchomy, który w momencie, gdy nikt nie wsiadał/wysiadał, zamykał się po ok. 4 s. Jest osadzony na czterech wózkach skrętnych, z których dwa są napędowe, a dwa toczne. Pojazd wyposażono w hamulec elektromagnetyczny szynowy, tarczowy elektryczny (postojowy). Charakterystyczny wygląd zewnętrzny zawdzięcza umieszczonej na dachu nad kabiną motorniczego nieproporcjonalnie dużej tablicy z numerem linii i kierunkiem oraz obłym kształtom. Ciekawą pozostałością jest system graficznego przedstawiania kierunku linii, wykorzystujący różne kombinacje kolorów, stosowany w związku z tym, iż w Amsterdamie był duży odsetek osób z analfabetyzmem, dlatego właśnie zdecydowano się na połączenie numeru linii i kolorem. Wewnątrz wagonu jest ciasno ze względu na dominujące podwójne siedzenia. Przedział motorniczego, podobnie jak w niemieckich wagonach GT8 i GT6, fabrycznie nie był oddzielony od przedziału pasażerskiego; w Polsce konieczne było oddzielenie go plastikową kabiną. Tramwaje ze względu na bardzo niewydolną wentylację i bardzo wąskie uchylne okna, których było zdecydowanie za mało, w okresie letnim stawały się utrapieniem dla pasażerów ze względu na panującą w środku pojazdu wysoką temperaturę. Również drzwi tramwaju są bardzo wąskie (skrzydła obracają się na pionowej osi zlokalizowanej za środkową częścią każdego skrzydła), przez co osoby podróżujące z dzieckiem w wózku nie miały możliwości wejścia do pojazdu.

## Beijnes 3G w Poznaniu

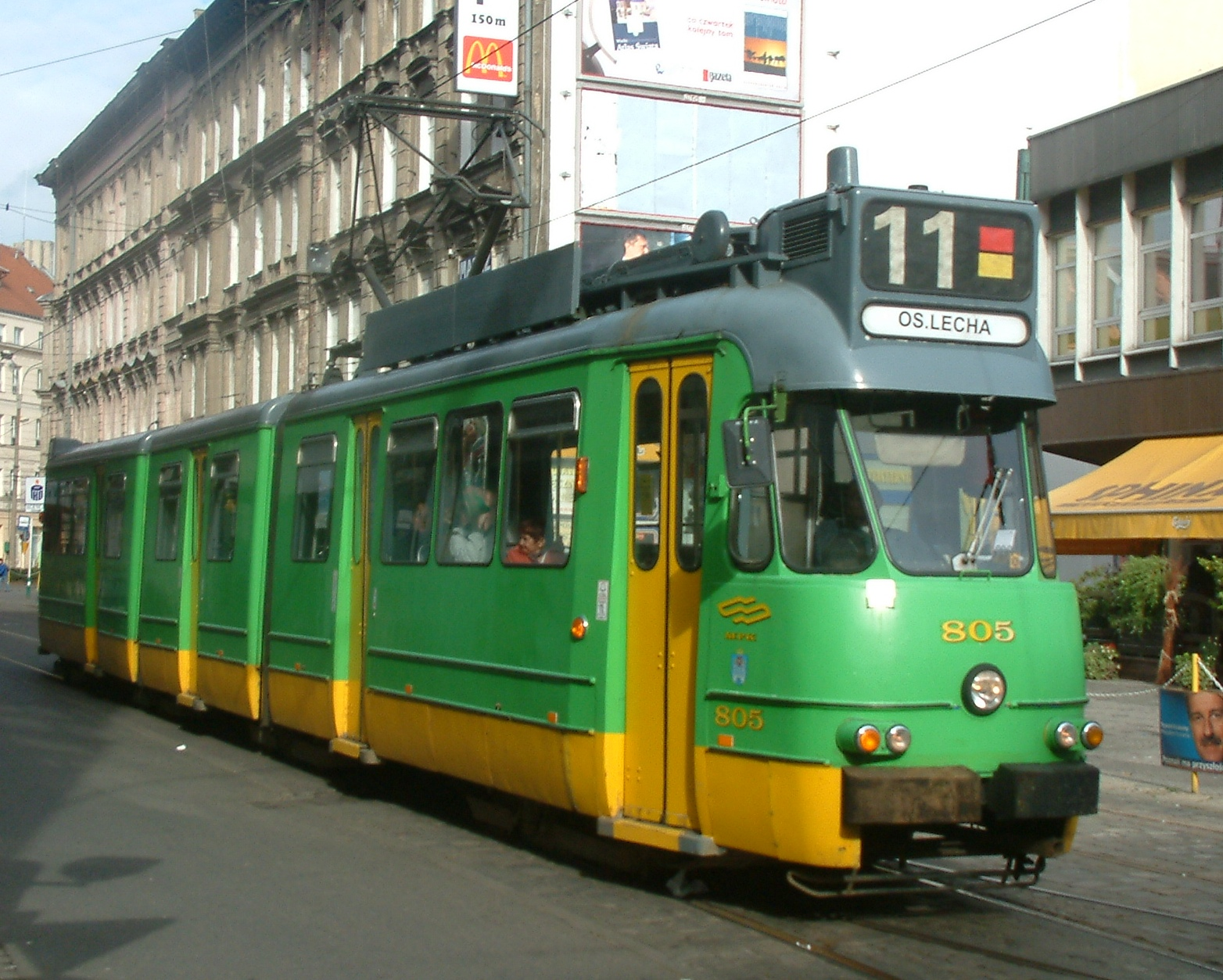
Beijnes 3G na ulicy Gwarnej w Poznaniu (2006)

Borykające się z niedoborem taborowym MPK Poznań w latach 1991–1995 otrzymało w darze wagony 1G i 2G. Łącznie sprowadzono 20 sztuk, z czego do służby liniowej trafiło 17. W 2003 dokupiono 12 wagonów 3G zastępując nimi wyeksploatowane 1G oraz 2G. Obsługiwały głównie linie 3, 7, 9, 11 i 18.
Tramwaje do 28 grudnia 2010 stacjonowały w zajezdni przy ul. Gajowej na Jeżycach, a w momencie zamknięcia tej zajezdni przeniesiono je do zajezdni tramwajowej przy ulicy Madalińskiego, w której stacjonowały także poznańskie Düwagi GT6 oraz Düwagi GT8. 4 czerwca 2011 roku Poznań oficjalnie pożegnał Beijnesy. Wysłużone tramwaje zostały zastąpione przez nowocześniejszy tabor (Moderus Beta). W Poznaniu pozostał jeden egzemplarz Beijnes 3G o numerze #805, który w dniu 29 stycznia 2013 roku został przekwalifikowany na tramwaj zabytkowy. Od 22 listopada 2012 roku nie kursuje z powodu niesprawnych hamulców. Od kilku lat odbywa się remont wagonu, m.in. z udziałem części zamiennych pochodzących z wagonu #800, który w latach 2011–2023 znajdował się w Amsterdamie.

## Galeria
|                                                                     |         |                     |                                                      |
| Beijnes 3G #808 (dawniej #624) na ulicy 28 Czerwca 1956 roku (2005) | Wnętrze | Pulpit motorniczego | Beijnes 3G #809 na ulicy Franklina Roosevelta (2006) |